# Donnellia
Donnellia là một chi rêu trong họ Sematophyllaceae.